# Network Information Service
Network Information Service (voorheen YP, wat staat voor Sun Yellow Pages) is een manier waarop informatie verspreid wordt naar een groep machines. Het is de bedoeling van deze techniek om netwerkbeheer te vereenvoudigen.
De NIS-beheerder beheert de informatietabellen en converteert ze naar NIS-map-bestanden. Deze mappen worden dan op het netwerk gezet, waar ze NIS-clientmachines toestaan om loginnaam, wachtwoord, gebruikersmap (home directory) en shell-informatie te verkrijgen (oftewel alle informatie die in een standaard /etc/passwd-bestand staat op unix-systemen). Dit staat gebruikers toe om eenmalig hun wachtwoord te veranderen, waarna dit zijn uitwerking heeft op alle machines in het NIS-domein.
NIS is helemaal niet veilig. Dit was ook nooit de bedoeling. Het was bedoeld om handig en nuttig te zijn. Iedereen die de naam van een NIS-domein kan raden (waar dan ook op het net), kan in het bezit komen van een kopie van het passwd-bestand en gebruikmaken van crack en John the Ripper om de wachtwoorden van de gebruikers te kraken. Ook is het mogelijk om NIS te spoofen en allerlei soorten nare trucjes uit te halen.
Er is een veel veiligere vervanging voor NIS, genaamd NIS+.